# جان دي برابانت
جان دي برابانت هو محامي كندي، ولد في 20 سبتمبر 1938 في مونتريال في كندا.